# Louis-Eustache Audot
Louis-Eustache Audot (París, 26 de febrero de 1783 – ibidem, 28 de febrero de 1870) fue un botánico, editor, escritor y horticultor francés. Conocido por sus aportes a la jardinería, la gastronomía y la cultura doméstica de su época. Desarrolló una activa carrera como impresor y autor de distintas obras técnicas sobre estos temas dirigidos al público general.

## Obras
- Audot, Louis-Eustache, Figures pour l’Almanach du bon jardinier (en francés). París: Audot, 1817.
- Audot, Louis-Eustache, La Cuisinière de la campagne et de la ville, ou nouvelle cuisine économique (en francés). 1.ª ed. París: Audot, 1818.
- Audot, Louis-Eustache, Essai sur la composition et l'ornement des jardins (en francés). 5.ª ed. París: Audot, 1839.
- Audot, Louis-Eustache, Funérailles de l'empereur Napoléon. Récit complet des cérémonies célébrées à Paris (en francés). París: Audot, 1841. Gallica BnF
- Audot, Louis-Eustache, Herbier Général de l'Amateur, L'histoire, les propriétés et la culture des végétaux utiles et agréables (en francés). París: Audot, 1842. Biodiversity Heritage Library
- Audot, Louis-Eustache, Bréviaire du gastronome, ou l'art d’organiser un dîner, utile et récréatif (en francés). París: Audot, 1864.
- La abreviatura «Audot» se emplea para indicar a Louis-Eustache Audot como autoridad en la descripción y clasificación científica de los vegetales.[2]